# Gera (woreda)
Pour les articles homonymes, voir Gera (homonymie).
Gera (en oromo : Geeraa) est un woreda de l'ouest de l’Éthiopie situé dans la zone Jimma  de la région Oromia. Il a 112 395 habitants en 2007 et son chef-lieu est Chira.
Situé dans la région Oromia, dans le sud-ouest de la zone Jimma, Gera est bordé au sud par la rivière Gojeb qui le sépare de la zone Keffa de la région Éthiopie du Sud-Ouest.
Il est entouré dans la zone Jimma par les woredas Sigmo, Setema, Gumay, Gomma et Shebe Senbo.
Son chef-lieu, qui s'appelle Chira, ou Shira, porterait aussi le nom de « Duseta »[à vérifier] et se trouve 50 km au sud-ouest d'Agaro.
Le recensement national de 2007 fait état pour ce woreda d'une population totale de 112 395 habitants dont 4 % de citadins qui sont les 4 746 habitants de Chira. La majorité des habitants (86 %) sont musulmans, 12 % sont orthodoxes et 2 % sont protestants.
En 2022, la population du woreda est estimée à 160 339 personnes avec une densité de population de 110 personnes par km2 et 1 454 km2 de superficie.